# 파울스 칼닌슈
파울스 칼닌슈(라트비아어: Pauls Kalniņš, 1872년 3월 3일 ~ 1945년 8월 26일)는 라트비아의 정치인이다. 라트비아 사회민주노동자당에서 활동했으며, 1925년 3월 20일부터 1934년 5월 15일까지 라트비아 의회 의장을 역임했다. 1927년 3월 14일부터 1927년 4월 8일까지 라트비아의 대통령 권한대행을 역임했다.